# Wolfgang Fritsch-Albert
Wolfgang Fritsch-Albert (* 1946 in Billerbeck) ist ein deutscher Manager und ehemaliger Vorstandsvorsitzender der Westfalen AG, deren Aufsichtsrat er seit 2018 angehört.

## Leben
Nach einer Banklehre, einem Betriebswirtschaftsstudium und Praxiserfahrungen in internationalen Mineralölkonzernen trat Wolfgang Fritsch-Albert in das Familienunternehmen unter Vorsitz seines Vaters Herbert Albert ein. Als sein Vater 1974 starb, wurde er in den Vorstand berufen. 1977 übernahm er nach dem Tod seines Onkels August-Wilhelm Albert die Leitung des Unternehmens.
Unter der Führung von Wolfgang Fritsch-Albert wuchs die Westfalen AG vom regional tätigen Hersteller technischer Gase, Flüssiggasversorger und Tankstellenbetreiber zur europaweit tätigen Unternehmensgruppe. In Belgien, Frankreich, den Niederlanden, in Österreich, Polen, der Schweiz und in Tschechien wurden Tochtergesellschaften im Bereich Gase gegründet. Der Umsatz stieg von umgerechnet rund 100 Mio. Euro im Jahr 1974 auf 1.924,0 Mio. Euro im Jahr 2012. Im Ranking der großen deutschen Familienunternehmen stand die Westfalen AG im Jahr 2010 auf Platz 102.
Fritsch-Albert war bis 1995 Vorstandsvorsitzender des Deutschen Verbandes Flüssiggas (DVFG). Von 1997 bis 2006 war er Vorsitzender des UNITI Bundesverbandes mittelständischer Mineralölunternehmen. Als Beiratsmitglied der Fachhochschule Münster setzt er sich für eine verstärkte Kooperation zwischen Hochschule und Wirtschaft ein. Er ist als ehrenamtlicher Handelsrichter tätig. 
Wolfgang Fritsch-Albert wechselte am 13. Juli 2018 nach über 40 Jahren als Vorstandsvorsitzender in den Aufsichtsrat der Westfalen Gruppe und wurde zum Vorsitzenden des Gremiums gewählt.

## Ehrungen
- Bundesverdienstkreuz am Bande des Verdienstordens der Bundesrepublik Deutschland (30. Dezember 1992)[5]
- Ehrenvorsitzender des Bundesverbandes mittelständischer Mineralölunternehmen (Mai 2006)
- Wirtschaftspreis der Stadt Münster (2013)[6]
- Universitätsmedaille der Westfälischen Wilhelms-Universität Münster (2013)[7]